# Prosorhochmidae
Prosorhochmidae  (лат.) — семейство вооружённых немертин отряда Hoplonemertea (Monostilifera). Глаз несколько, чаще 4. В эпидермисе нет минеральных включений (гранул и спикул). Статоцисты отсутствуют. Перед мозгом расположены небольшие церебральные органы. Как и у других вооруженных немертин хоботок на конце тела вооружен одним или несколькими стилетами, а их
ротовое отверстие располагается на переднем конце тела (терминально), при этом нервная система погружена под кожно-мускульный мешок и залегает в паренхиме. Встречаются повсеместно, главным образом, в тропиках и субтропиках. Свободноживущие морские формы, но кроме морских, также обнаружены наземные и полуназемные представители.

## Систематика
Разнообразная группа немертин, включающая около двух десятков родов.
- Antarctonemertes Friedrich, 1955
- Argonemertes
- Elcania  Moretto, 1970
- Friedrichia Kirsteuer, 1965 (или в Oerstediidae)
- Gononemertes  Bergendal, 1900
- Heilogonemertes  Gibson, 2002[3]
- Katechonemertes
- Neonemertes  Girard, 1893
- Notogaeanemertes  Riser, 1988[4]
- Obuergeria
- Oerstedia Quatrefages, 1846 (или в Oerstediidae)
  - = Oerstediella Kirsteuer, 1963
- Paroerstedia
- Pheroneonemertes Gibson, 1990
- Prosadenoporus  Bürger, 1890[5]
  - = Pantinonemertes Moore & Gibson, 1981
- Prosorhochmus Keferstein, 1862
  - = (Prosorchochmus)
- Prosorhochmus  Keferstein, 1862
- Quequenia  Moretto, 1974